# Cheiroglossa austrobrasiliensis
Cheiroglossa austrobrasiliensis là một loài dương xỉ trong họ Ophioglossaceae. Loài này được Brade mô tả khoa học đầu tiên năm 1970.
Danh pháp khoa học của loài này chưa được làm sáng tỏ. 